# Acanthurus nubilus
Acanthurus nubilus là một loài cá biển thuộc chi Acanthurus trong họ Cá đuôi gai. Loài cá này được mô tả lần đầu tiên vào năm 1929.

## Từ nguyên
Danh từ định danh của loài cá này, nubilus, trong tiếng Latinh có nghĩa là "sẫm màu", hàm ý đề cập đến màu nâu sẫm của cơ thể.

## Phạm vi phân bố và môi trường sống
A. nubilus có phạm vi phân bố ở Tây và Trung Thái Bình Dương. Từ Philippines, A. nubilus được ghi nhận về phía nam đến các nhóm đảo phía đông Indonesia, Papua New Guinea và quần đảo Solomon, xa hơn ở phía nam là đến New Caledonia, phía đông trải dài đến một vài đảo quốc, quần đảo thuộc châu Đại Dương, bao gồm: quần đảo Mariana, các quần đảo thuộc Polynesia thuộc Pháp và quần đảo Pitcairn.
A. nubilus sống gần rạn san hô viền bờ và đá ngầm ở độ sâu từ 25 đến ít nhất là 90 m.

## Mô tả
Chiều dài cơ thể tối đa được ghi nhận ở A. nubilus là 26 cm. Loài cá này có một mảnh xương nhọn chĩa ra ở mỗi bên cuống đuôi tạo thành ngạnh sắc, là đặc điểm của họ Cá đuôi gai.
Cơ thể của A. nubilus có màu nâu rất sẫm. Đầu có những chấm tròn màu vàng nâu đến nâu sẫm, chuyển thành các đường sọc gợn sóng ở hai bên thân và cuống đuôi. Vây lưng và vây hậu môn có những đường sọc màu sẫm đen. Vây đuôi lõm, thùy đuôi nhọn.
Số gai ở vây lưng: 6 - 7; Số tia vây ở vây lưng: 25 - 27; Số gai ở vây hậu môn: 3; Số tia vây ở vây hậu môn: 23 - 24.

## Sinh thái
Thức ăn của A. nubilus là các loài động vật phù du. Chúng có thể sống đơn độc hoặc hợp thành từng nhóm nhỏ.

## Đánh bắt
A. nubilus được xem là một loài hải sản ở nhiều nơi trong phạm vi của chúng.